# Premi Laura Aspis
El Premi Laura Aspis (Laura Aspis Prize en anglès), també anomenat més simplement Aspis Prize o Aspis Award) fou un premi de l'àmbit dels escacs. Començant el 1980, es donava anualment al millor jugador estatunidenc menor de 13 anys, de banda de l'organització sense ànim de lucre Chess-in-the-Schools (anteriorment coneguda com a American Chess Foundation) fins al 1999.
El premi consistia en un trofeu i 1.500 $. Fou fundat pel Dr. Samuel L. Aspis i promocionat en memòria de la seva darrera muller Laura. Entre els guanyadors hi ha el Campió dels Estats Units de 1989 Stuart Rachels (1982), el Campió del món Sub-20 de 1990 Ilya Gurevich (1983), K. K. Karanja (1985), el campió del món Sub-20 de 1997 Tal Shaked (1991), Jordy Mont-Reynaud (1994), Vinay Bhat (1996), i el Campió dels Estats Units de 2005 i 2009 Hikaru Nakamura (1999).